# Harry Whittington (pisarz)
Harry Whittington (ur. 4 lutego 1915 w Ocala, zm. 11 czerwca 1989) – amerykański pisarz i jeden z pionierów powieści wydawanych w miękkiej oprawie. Zanim został pisarzem pracował na rządowych stanowiskach.
Miał reputacje płodnego pisarza powieści pulp fiction. W ciągu dwunastu lat wydał 85 powieści, z czego aż siedem w ciągu jednego miesiąca. Tworzył głównie powieść kryminalną, thriller, hardboiled i noir fiction. W sumie opublikował ponad 200 powieści. Siedem z nich zostało przeniesione na ekran. Jedną z adaptacji jego dzieła jest serial Lawman (1958–1962).

## Pseudonimy

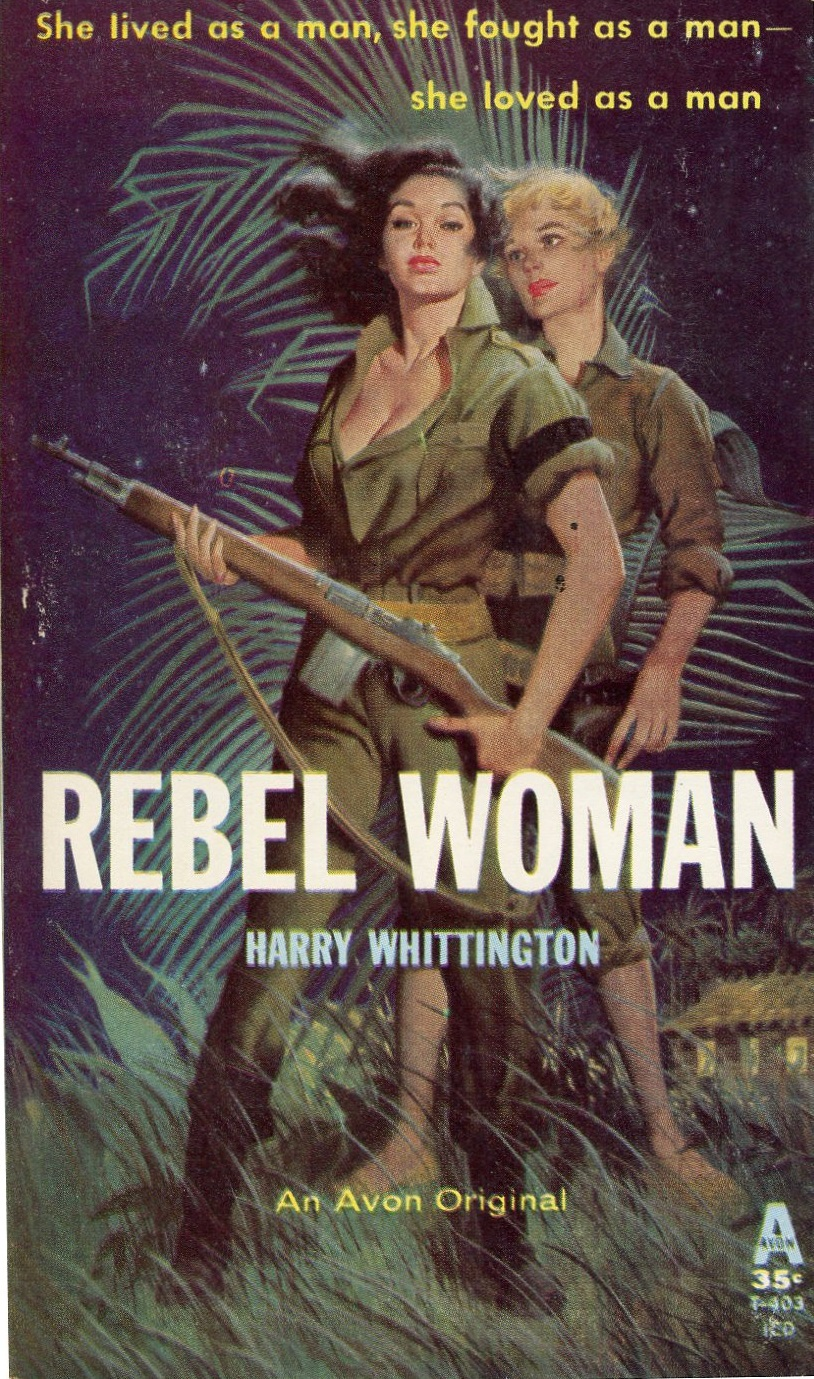
Okładka powieści Rebel Woman autorstwa Whittingtona z 1960

Autor wydawał pod licznymi pseudonimami:
1. Ashley Carter
2. Curt Colman
3. John Dexter
4. Tabor Evans
5. Whit Harrison
6. Robert Hart-Davis
7. Kel Holland
8. Harriet Kathryn Myers
9. Suzanne Stephens
10. Blaine Stevens
11. Clay Stuart
12. Hondo Wells
13. Harry White
14. Hallam Whitney
15. Henri Whittier
16. J. X. Williams
17. William Vaneer